# Pečkov
Pečkov (734 m) – szczyt Pogórza Orawskiego na Słowacji. Znajduje się w długim, wałowatym wzniesieniu oddzielającym dwie jego podjednostki – Veličnianską kotlinę od Rowu Podchoczańskiego. Pečkov ma trzy niewybitne wierzchołki. Jego północno-zachodnie i północno-wschodnie stoki opadają do Veličnianskiej kotliny, południowo-zachodnie do doliny potoku Trsteník. Pečkov jest porośnięty lasem. 